# Maria Vérone
Maria Vérone (20 juni 1874 Parijs - 23 mei 1938 aldaar) was een Franse vrijdenkster en feministe.

## Jeugd en opleiding
Op 20 juni 1874 wordt Maria Vérone geboren in Parijs, in het 2e arrondissement. Haar ouders zijn Gustave Vérone en Maria Carpentier. Haar vader, werkzaam als hoofd administratie, houdt er linkse denkbeelden op na en is een van de oprichters van het blad La libre pensée française. Hoewel hij is grootgebracht in het seminarie, is hij nooit tot priester gewijd en wordt hij later fel anti-kerkelijk. Maria’s moeder komt uit het noorden van Frankrijk, en haar grootmoeder van moeders kant is geboren in Lotharingen. Zij is familie van Jean-Baptiste Drouet, chef bij het politiebureau van Sainte-Menehould, dat betrokken was bij de arrestatie van Louis XVI in Varennes.
Haar vervolgopleiding doet Vérone aan het Sophie Germain-college in Parijs waar ze haar diploma haalt waarmee ze wordt toegelaten tot de lerarenopleiding l’École Normale d’institutrices primaires de la Seine. Omdat ze verplicht in het bijbehorende internaat moet wonen ziet ze ervan af om deze opleiding te volgen. In plaats daarvan wordt ze privé-repetitor. Ze geeft onder anderen les aan Esther Dreyfus, dochter van de bekende kapitein Dreyfus. Het proces tegen hem zal een paar jaar later heel Frankrijk op zijn kop zetten. Vérone’s vader introduceert haar al op jonge leeftijd in zijn politieke kringen. Zo komt het dat ze in 1889 op haar vijftiende wordt gekozen tot secretaris van het congres van La libre pensée française. Als dank krijgt ze een zilveren beker met de inscriptie: ‘het congres van La libre pensée française. Aan burgeres Maria Vérone, congressecretaris in 1889.’ Haar vader sterft het jaar daarop.

## Carrière
Maria Vérone gaat daarop aan het werk als invalonderwijzer in Parijs. Ze werkt voornamelijk op de kleuterschool in de rue Fessart. Madame Frapié heeft daar de leiding, en haar echtgenoot, Léon Frapié, is de schrijver van het boek La Maternelle, dat later model zal staan voor een beroemde film. Daarnaast houdt Vérone zich bezig met de volksuniversiteit (op 20-jarige leeftijd ontvangt ze een medaille als dank voor haar professoraat) en is ze actief in socialistische kringen. Die politieke activiteit bevalt de bazen in het onderwijs niet, en het wordt haar verboden om conferenties te organiseren. Vérone vindt dat ze ‘buiten haar lesuren zelf mag bepalen wat ze doet’, en ze vertrekt op de zondag voordat ze een vaste aanstelling zou krijgen, om een congres in Orléans te organiseren. Bij thuiskomst wordt ze ontboden door de inspecteur van het lager onderwijs, M. Bédoré, die haar in plaats van een vaste aanstelling te geven, de laan uitstuurt.

### Redactrice bij La Fronde
In 1897 start Marguerite Durand de krant La Fronde die volledig geredigeerd en gepubliceerd wordt door vrouwen. Maria Vérone gaat er werken als redactrice en redactiesecretaris. Tijdens de affaire-Dreyfus komt ze op de perstribune Georges Lhermitte tegen, redacteur bij de krant l’Aurore. In 1908 wordt hij haar tweede echtgenoot.
In de jaren rond de eeuwwisseling zetten ze zich in voor de invoering van de wet op de scheiding tussen Kerk en Staat, die in 1905 wordt aangenomen. Ook zijn ze betrokken bij la Ligue française pour les droits des femmes, waarvan ze beiden voorzitter zijn geweest (Maria Vérone van 1919 tot 1938).
Ze zijn actief voor de Socialistische Partij, en daarnaast voor de Ligue française pour la défense des droits de l’homme et du citoyen. Georges Lhermitte is voorzitter van deze liga voor de afdeling van het 9e arrondissement in Parijs. Na de Dreyfus-affaire verdwijnen de bladen La Fronde en l’Aurore. Maria Vérone blijft journalist en gaat werken bij La bataille syndicaliste.

### Carrière als advocate
In maart 1900 trouwt Maria Vérone met de drukker Maurice Giès, van wie ze zich in 1907 laat scheiden. In 1900 wordt een wet aangenomen die het vrouwen mogelijk maakt om toe te treden tot de advocatuur. Op 28-jarige leeftijd begint Vérone aan de voorbereiding op haar eindexamen middelbare school. Als ze haar diploma’s gehaald heeft, leert ze ook Latijn. Omdat ze al in het onderwijs heeft gezeten krijgt ze vrijstelling voor het tweede deel (filosofie). Ze doorloopt de rechtenstudie en wordt in 1908 advocate.
Vanaf dat moment verdeelt ze haar tijd tussen haar baan als advocaat en haar functie van socialistisch redenaar. Zo is ze deelnemer van de bijeenkomst in Le Pré de St.Gervais tegen de zogenaamde 'wet van drie jaar' (de dienstplicht werd met deze wet verlengd van twee naar drie jaar), waar ze naast Jean Jaurès het woord voert. Bovendien is ze, tot haar dood in 1938, boegbeeld en vaandeldrager voor de feministische beweging in Frankrijk. Ze voert campagne onder het motto: ‘de vrouw betaalt belasting, dus moet ze ook stemrecht krijgen’. Verder richt ze de Franse Orde van Advocaten op.

### Suffragette en voorzitter van de Franse liga voor vrouwenrechten
In het voorjaar van 1924 stelt Maria Vérone zich, samen met een groep andere vrouwen, verkiesbaar in Parijs. De kieslijst vermeldt de dames Airault, Aurel, Bertillon, Jacqueline Bertillon, Lita Besnard, Bousquet, France, Darget-Savarit, Léon Frapié, Camille Crespin du Gast, Suzanne Grinberg, Esther Lemaire-Crémieux, Marguerite Rochehrune en Maria Vérone. Deze ondernemende vrouwen, die onder meer werken als advocaat, journalist, artiest en arts, doen een vlammend beroep op de kiezers: ‘ze willen zich graag inzetten voor Frankrijk, en door hard te werken dingen bereiken. Maar als mannen en vrouwen niet samenwerken, komt daar niets van terecht’.
Vérone neemt deel aan manifestaties voor het vrouwenkiesrecht. Een krantenartikel beschrijft haar arrestatie in november 1928: ‘groepen suffragettes demonstreerden afgelopen dinsdag rond de Boulevard Saint-Germain en de Senaat. Op linten aan hun hoeden stond de tekst: ‘laat vrouwen stemmen’. De manifestatie verliep vreedzaam. De politie trad daarentegen hard op. Zonder aanwijsbare reden werd een twaalftal suffragettes opgepakt en meegenomen naar het politiebureau in de Rue de Grenelle. Ze werden vier uur lang vastgehouden en mochten pas tegen middernacht weer naar huis. Onder hen bevond zich niemand minder dan de advocate Mme. Maria Vérone.’
Al die tijd steunt Georges Lhermitte zijn vrouw in haar politieke activiteiten, en als Maria Vérone in 1938 sterft, volgt hij haar op als voorzitter van de Ligue Française pour le droit des femmes. In 1936, tijdens de regering van het Front Populaire, biedt Léon Blum, voorzitter van de Raad, haar nog een ministerspost aan. Haar gezondheid laat echter te wensen over omdat ze ongeneeslijk ziek is, ze slaat het aanbod van Blum daarom af. Zo wordt Maria Vérone niet de eerste vrouwelijke minister van Frankrijk. In 1936 wordt ze onderscheiden met de Légion d’honneur.